# Prizreni Liga

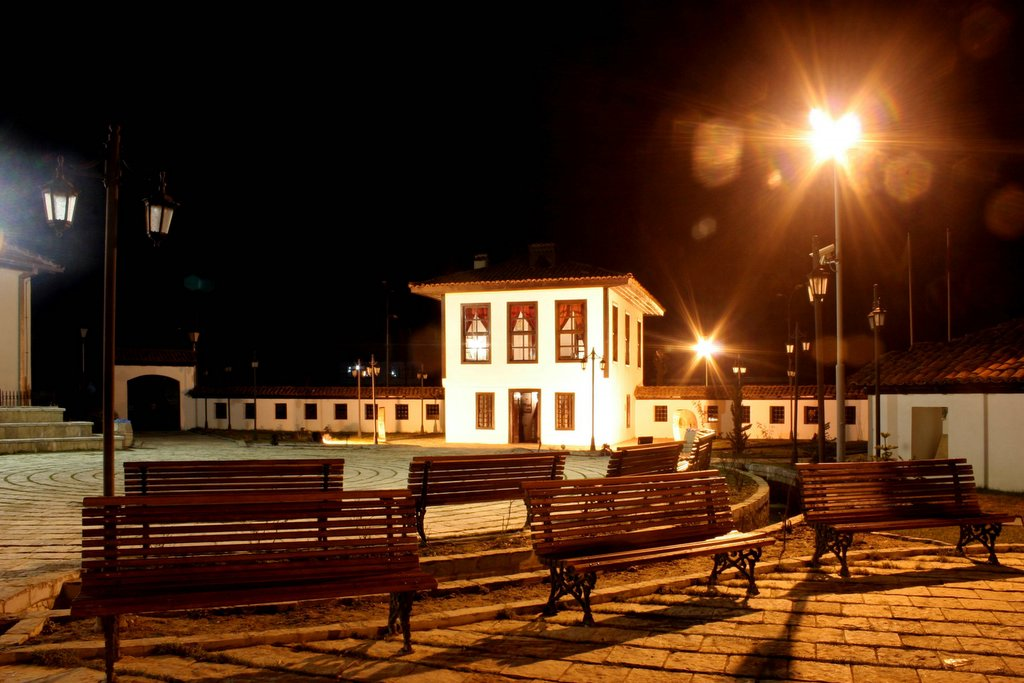
Abdyl Frashëri háza Prizrenben, amelyben a Liga 1878-ban megalakult

A Prizreni Liga (albánul: Lidhja e Prizrenit) az 1878–1881 közötti évek albán nemzeti ellenállását összefogó, az önálló Albánia megteremtéséért harcoló hazafias szervezet volt az Oszmán Birodalmon belül.

## Előzmények
Az 1870-es évekre a Balkán népei nemzeti tudatukra ébredve sorra vívták ki függetlenségüket, és az Oszmán Birodalom igazgatásában bevezetett Tanzimát-reformok sem tudták ezt megakadályozni. Az albánok az európai Oszmán Birodalomban utolsóként léptek fel elszakadási igénnyel. Ennek több oka is volt: egyrészt alapvetően muszlim műveltségük ezer szállal kötötte őket a törökökhöz, másrészt széttagolt társadalmuk sokáig nem tette lehetővé szervezett mozgalmak kialakulását, harmadrészt pedig albán hangadó politikusok nem ok nélkül attól tartottak, hogy az oszmán fennhatóság megszűnésével a többi balkáni nemzet osztja fel egymás között országukat. Végül azonban, az Oszmán Birodalom erejének fogyatkozásával éppen ez utóbbi szempont táplálta a legerőteljesebben az albán nemzeti mozgalom előretörését.
Konstantinápolyi albán emigráns körök a szultán támogatásával már 1877-ben megszervezték az Albánok Jogait Védő Központi Bizottságot (Komiteti Qendror për Mbrojtjen e të Drejtave Shqiptare), amelynek tagjai között volt Abdyl és Sami Frashëri, Pashko Vasa, Ali Ibra, Zija Prishtina. Céljuk az Oszmán Birodalmon belüli Albánia területi integritásának megőrzése volt, akár fegyveres harcok árán is.

## A Liga megalakítása
Miután az orosz–török háborút lezáró San Stefanó-i béke 1878. március 3-án az albán lakta területek kérdésében akként rendelkezett, hogy azok Montenegró, Szerbia és Bulgária között felosztandóak, az albán nacionalisták elérkezettnek látták az időt a cselekvésre. 1878. június 10-én háromszáz, döntően nyugat-albániai muzulmán albán vezető gyűlt össze Prizrenben, Abdyl Frashëri házában, és megalapították a Prizreni Ligát, vagy más néven Albán Ligát (Lidhja Shqiptare). Az áhított cél a négy albánlakta vilajet – az İskodrai, a Kosovai, a Manastıri és a Yanyai vilajet – egyesítésével egy önálló Albánia megteremtése volt. A Liga vezetője Abdyl Frashëri lett, s prominens tagjai között volt Sami Frashëri, Haxhi Zeka, Ahmet Koronica, Ymer Prizreni, Iljaz Dibra és Shaip Spahiu. A mozgalomhoz röviddel ezután – felekezeti hovatartozásra való tekintet nélkül – az albánság egész területéről csatlakoztak felkelők.
A kezdeményezést kezdetben II. Abdul-Hamid szultán is támogatta anyagilag mint az albánok birodalmon belüli autonómiatörekvéseinek és a szomszédos, immár független Montenegróval, Szerbiával, Bulgáriával és Görögországgal szembeni önvédelmének harcát. A pénz mellett kiváló minőségű fegyverzet is érkezett Konstantinápolyból Albániába.

## A Liga tevékenysége
Még 1878 júliusában Abdyl Frashëri buzdítására a Prizreni Liga memorandumot intézett a berlini kongresszuson tárgyaló nagyhatalmakhoz, amelyben arra kérték őket, hogy Manastır központtal létrehozhassanak egy, az Oszmán Birodalmon belüli albán autonóm területet. Önkormányzatuk élén egy albánokból álló bizottság által kinevezett török kormányzó állna. A nagyhatalmak tudomást sem vettek a memorandumról, ekkor hangzott el Otto von Bismarck elhíresült megállapítása is: „Albán nemzetről pedig nem tudok” („Ich kenne keine Albaner”). A kongresszuson végül Montenegrónak ítélték az albánok által országuk integráns részének tekintett Tivar és Podgorica városát, valamint Guci és Plava vidékét. Az albánok éles tiltakozásba kezdtek, ellenállási gócpontok jöttek létre a határ menti övezetekben és harcba bocsátkoztak Montenegró ellen.
Augusztusban a berlini kongresszus bizottságot küldött a térségbe, hogy megrajzolják a török–montenegrói határt, abban bízva, hogy az albánokat a Porta rákényszeríti a kijelölt országhatárok elfogadására. Az oszmánok valójában felfegyverezték az albánok hadseregét, amely az időközben csatlakozott felkelőkkel és a török hadseregből kilépő albán katonákkal eddigre már 45 ezresre duzzadt. A Liga azonban hamarosan elveszítette a törökök rokonszenvét. A Yakovába küldöttségbe érkezett Mehemet Ali pasát húszfős kíséretével együtt szeptember 7-én lemészárolták, miután nem értett egyet az albán felkelők elképzeléseivel. Másnap, szeptember 8-án merényletet követtek el İpek török kormányzója és tíz másik hivatalnok ellen. Az elkövetkező hónapokban további sorozatos támadások értek albán részről török hivatalnokokat és a montenegrói határvidéken állomásozó katonai csapatokat. Egyre nyilvánvalóbbá vált, hogy az albánok célja nem csupán az országukat fenyegető montenegróiak, szerbek és görögök elleni harc, hanem egyszersmind az elszakadás is az Oszmán Birodalomtól.
Az albánok egyre fokozták a nyomást Montenegróra, s 1879 elején már Podgorica megtámadását tervezték, februártól pedig már szerb fennhatóságú területekre is behatoltak. Áprilisban egy 4 ezres albán csapat kísérletet tett a szerbiai, de muzulmán lakosságú Kursumlia bevételére, de török segítséggel a szerbek április 24-ére visszaverték őket. Augusztus közepén azonban egy 8 ezres albán sereg ismét megjelent a szerb határnál, de fegyveres inzultusra ezúttal nem került sor. Mindeközben 9 ezres albán sereg állomásozott a déli határnál, ahol a görögök Janina bevételével fenyegettek. Északon, Guci és Plava vidékén októbertől állandósult a háborús helyzet, a helyi albánok fellázadtak a montenegrói fennhatóság ellen, s a Liga emberei is mind gyakrabban hatoltak be montenegrói területre. A Prizreni Liga kibontakozó ellenállásának nyomására a nagyhatalmak 1880 áprilisában Guci és Plava vidékét az Oszmán Birodalomhoz, cserébe viszont az albánlakta Ulqin városát Montenegróhoz csatolták. Április 25-ével az előbbi terület ismét az Oszmán Birodalom része lett, de az albánok nem voltak hajlandóak kivonulni Ulqinból, és továbbra sem tettek le Podgorica bevételéről.

## A Liga leverése
A Porta még 1879. december 15-én proklamációt intézett az albánokhoz, hogy a nagyhatalmi döntésnek megfelelően mondjanak le Guciról és Plaváról. Valójában azonban az albán felkelők ekkor még nagyon is a törökök malmára hajtották a vizet. Megakadályozták, hogy a birodalom széthulljon, s ebben a tevékenységükben nem kívánta őket a szultán megakadályozni, amit az is bizonyít, hogy még 1880 tavaszán is csak 8 ezres oszmán csapat állomásozott Albániában. Idővel azonban mind kényelmetlenebbé vált az albánok fegyveres mozgalma, és azzal a veszéllyel fenyegetett, hogy kiválnak a birodalomból és kikiáltják saját országukat. Ugyanakkor a nagyhatalmak is erős nyomást gyakoroltak a törökökre, hogy a berlini kongresszus feltételeit érvényesítsék.
A török félelem hamar beigazolódott, 1880. augusztus 15-én a Liga vezetői Prizrenben kikiáltották Albánia függetlenségét, amelynek fővárosául Ohri városát jelölték ki. A török közigazgatási rendszert eltörölték, a török hivatalnokokat elűzték a Ligát támogató észak- és közép-albániai városokból. Szeptember 3-án a török külügyminiszter felszólította az albánokat a megadásra és Ulqin kiürítésére. Erre válaszul további 4 ezer albán felkelő vetette be magát a város falai közé, ezzel Ulqin védőinek száma megduplázódott. A nagyhatalmak csatahajói az Adriai-tenger felől blokád alá vonták a várost. A szultán leváltotta a tehetetlen Riza pasát, Albánia katonai kormányzóját, és a helyébe Derviş Turgut pasát állította, aki novemberben a Liga egy sor vezetőjét letartóztatta. November 22-én vezetésével megindult a 10 ezres szultáni sereg Ulqin alá, hogy kiverjék a városból a Prizreni Liga embereit. Véres csata után, november 24-én verték ki az albánokat a városból.
Decemberben Derviş Turgut pasa további albán vezetőket tartóztatott le, s a Porta tudatta a világgal, hogy a Prizreni Ligát felszámolták. Valójában azonban a mozgalom fő vezetői továbbra is a helyükön maradtak, és újraszervezték a Montenegró elleni harcot, Derviş pasára pedig kimondták a halálbüntetést. Az év utolsó napjaiban ismét elkergették a török hivatalnokokat Prizrenből, İpekből és Üsküpből, majd hosszas előkészületekbe fogtak, leginkább megfogyatkozott hadseregüket igyekeztek újjászervezni. 1881. február végén azonban egy a görög határnál állomásozó 4 ezres török csapattest indult meg Dibra és Prizren felé, amelyhez áprilisban Derviş pasa is csatlakozott a maga 10 ezer emberével. Április 21-én Üsküpnél, április 22-én pedig Pristinánál verték meg az albánokat, május 2-án pedig Prizrennél és Ipeknél megsemmisítő vereséget mértek az Iljaz Dibra vezette utolsó erőkre is. A Prizreni Liga vezetőit és családtagjaikat letartóztatták és száműzték. Ugyanakkor a Porta és Görögország között 1881 májusára született meg a megállapodás, mely szerint az albán népességű területek közül csupán Arta körzete került görög fennhatóság alá.
A liga hároméves működése felhívta a nagyhatalmak figyelmét arra, hogy Albánia igenis létezik és az albánok a jövőben sem hagyhatóak számításon kívül, és elérte, hogy Montenegró és Görögország javára az eredetileg tervezetteknél jóval kisebb albánlakta területeket szakítottak ki az Oszmán Birodalom testéből. Ezzel megteremtette a feltételeket Albánia lassú nemzetközi elismertetéséhez, valamint a későbbi ellenállási mozgalmak (például Pejai Liga) számára is például szolgált.

## Lásd még
- Albánia történelme
- Albánia oszmán uralom alatt